# Nanorhacus luciae
Nanorhacus luciae är en mångfotingart som först beskrevs av Pocock 1893.  Nanorhacus luciae ingår i släktet Nanorhacus och familjen Platyrhacidae. Inga underarter finns listade i Catalogue of Life.